# 半裸蓋菇
半裸蓋菇（學名：Psilocybe semilanceata）是裸盖菇属的一種真菌，在英文中俗稱「自由之帽」（英語：liberty cap），因其外形與弗里吉亚无边便帽相似而得名，廣泛分布於歐洲與北美洲，並已被引入南半球的澳洲、紐西蘭與智利等地。本種最早於1838年由埃利亚斯·芒努斯·弗里斯發表描述，當時被歸入傘菌屬中，後被保羅·庫默爾移入裸盖菇属。半裸蓋菇的蕈傘直徑為5—25毫米，高6—22毫米，形狀為圓錐形至鐘形，含水時為赭色至深棕色，乾燥時顏色則會變淺；蕈柄細長（基部通常稍粗），呈黃棕色，高45—140毫米，粗1—3.5毫米。擔孢子為橢球形，呈紅棕色，長10.5—15微米，寬6.5—8.5微米。同屬物種Psilocybe pelliculosa與本種外形非常相似。
半裸蓋菇常生長在草原上，可能形成菌核以抵抗環境逆境。有研究顯示半裸蓋菇可抑制土壤中造成根腐病的病原水黴菌樟疫霉生長。此外半裸蓋菇還可抑制多重抗藥金黃色葡萄球菌生長，但抗生素的性質仍不明。
半裸蓋菇屬於迷幻蘑菇，可合成裸蓋菇素、脫磷酸裸蓋菇素與甲基裸蓋菇素等精神活性物質。持有或販售半裸蓋菇在許多國家為非法行為。